# Le Grand Duel des générations
Le Grand Duel des générations est une émission de télévision française diffusée sur TF1 du 4 décembre 2009 au 25 décembre 2009 chaque vendredi soir à 20 h 45 et présentée par Nikos Aliagas.

## Principe
Lors des deux premières émissions, deux générations s'affrontent sous l'œil de jeunes gens d'aujourd'hui, chargés de les départager. Les décennies choisies sont revisitées selon plusieurs thématiques : cinéma, télévision, mode, tendances, actualité, sport ou musique. Un groupe de cent jeunes gens de la génération actuelle votent ensuite pour élire leur décennie préférée.
Pour la demi-finale (troisième émission), ce sont les deux décennies gagnantes des deux précédentes émissions qui s'affrontent sur le même modèle.
Lors de la finale (quatrième émission), la décennie victorieuse à la demi-finale affronte les années 2000.

## Duels
| N° | Date             | Décennies en compétition               | Vainqueur       |
| -- | ---------------- | -------------------------------------- | --------------- |
| 1  | 4 décembre 2009  | Les années 1960 contre les années 1980 | Les années 1980 |
| 2  | 11 décembre 2009 | Les années 1970 contre les années 1990 | Les années 1970 |
| 3  | 18 décembre 2009 | Les années 1970 contre les années 1980 | Les années 1980 |
| 4  | 25 décembre 2009 | Les années 1980 contre les années 2000 | Les années 1980 |

Légende :
Fond vert = Décennie gagnante.

## Audience
| Épisode | Jour et horaire de diffusion          | Téléspectateurs | Parts de marché sur les 4 ans et plus | Référence |
| ------- | ------------------------------------- | --------------- | ------------------------------------- | --------- |
| 1       | Vendredi 4 décembre 2009 20:45-23:00  | 4 675 000       | 21,1 %                                | [ 1 ]     |
| 2       | Vendredi 11 décembre 2009 20:45-23:00 | 4 700 000       | 21,4 %                                | [ 2 ]     |
| 3       | Vendredi 18 décembre 2009 20:45-23:00 | 5 120 000       | 22,1 %                                | [ 3 ]     |
| 4       | Vendredi 25 décembre 2009 20:45-23:00 | 3 700 000       | 20,4 %                                | [ 4 ]     |

Légende :
Fond vert = Les meilleurs chiffres d'audiences.
Fond rouge = Les chiffres d'audiences les moins bons.